# Múhuatl
Múhuatl är en ort i Mexiko.   Den ligger i kommunen Aquismón och delstaten San Luis Potosí, i den centrala delen av landet, 240 km norr om huvudstaden Mexico City. Múhuatl ligger 750 meter över havet och antalet invånare är 722.
Terrängen runt Múhuatl är kuperad västerut, men österut är den bergig. Runt Múhuatl är det ganska tätbefolkat, med 134 invånare per kvadratkilometer. Närmaste större samhälle är Tampate, 10,8 km nordost om Múhuatl. I omgivningarna runt Múhuatl växer i huvudsak städsegrön lövskog.